# Duble Buble
Duble Buble fou un grup de pop-rock format a l'Esquirol a principis de la dècada del 1980, amb un èxit notable i presència a les emissores de ràdio musicals. És considerat un dels grups que va formar part de l'embrió del rock català.

## Història
El grup osonenc es va formar a l'Esquirol l'any 1979. Als inicis tocaven versions d'artistes com els Rolling Stones, els Beatles o David Bowie a les festes majors de la comarca fins a l'arribada de Ramon Ferrer l'any 1981, quan va començar a compondre cançons pròpies en català, fet trencador amb la inèrcia del moment. Van trobar-se amb l'oposició dels partidaris de la Movida madrilenya i principals dirigents i opinadors culturals de Barcelona, que defensaven que el pop i el rock havien de fer-se en castellà o que no estaven acostumats a la música en català. Per altra banda, periodistes com Quim Monzó, Jordi Vendrell, Ramon Barnils, Àngel Casas o Miquel Calçada els van donar molt suport.
El grup es va consolidar el 1983 quan va arribar a la final del 2n concurs de rock de l'Ajuntament de Barcelona. Un any més tard van guanyar el premi “Mogollón Barcelona”, i el 1985, el premi “Juventas”, atorgat per l'Escola Superior de Relacions Públiques de la Universitat de Barcelona i Ràdio 4. Aquests premis obtinguts van permetre que el 1985 enregistressin el seu primer LP Urbi et orbi, que ràpidament va col·locar-se al capdamunt de les llistes d'èxits de diverses ràdios musicals de Catalunya. D'aquest disc cal destacar els temes Perduts enmig de l'espai, que es va situar en primer lloc a les llistes d'èxits de la majoria d'emissores de ràdio catalanes i va ser versionat per l'Orquestra Principal de la Bisbal, que l'incorpora al seu repertori, i M'estimes tant que m'abonyegues, amb lletra de Quim Monzó i Jaume Vallcorba i Plana.
El grup va ser pioner en l'ús del català. La seva proposta, però, tenia un públic reduït; no s'havia creat encara l'escena del rock català. Això va fer que coincidís poques vegades als escenaris amb grups contemporanis, com eren N'Gai N'Gai, B-30 o La Madam.
El 1987 van treure el seu segon disc, Clava't, que de nou incorporava lletres d'escriptors com el mateix Monzó, Maria Jaén o Ramon Barnils. El tema que donava nom a l'àlbum va arribar a ser número 1 en el programa Clip Club de TV3 i que presentava Mikimoto. La revista Enderrock el considerà un dels 100 millors discs de la música en català. Quim Monzó, María Jaén i Ramon Barnils escrigueren les lletres de les cançons i Paco Trinidad en fou el productor. El disc tenia influències de la movida madrilenya i de la new wave britànica i trencava esquemes amb llenguatge urbà i referències al sexe. La connexió amb els periodistes del moment els va donar molta popularitat.
L'any següent, 1988, van enregistrar el disc Vides exemplars. El títol del disc fa referència al tancament de la comarca d'Osona i la correcció dels habitants de Vic, a qui el grup identifica com a sants i dels quals ells se sentien l'extrem oposat. El treball va comptar amb un videoclip del tema El sentit de la vida, enregistrat amb la complicitat del programa Oh! Bongònia de TV3.
Malgrat estar en els anys d'èxit de la formació, el grup no es podia sostenir a base de concerts. El grup no s'havia creat mai amb voluntat de viure de la música i els seus components tenien altres feines. En relació amb això, i després de diversos problemes amb la seva discogràfica, el 1989 abandonen el món actiu de la música. Així, desapareixia una banda decisiva de la història moderna del pop-rock català.

## Després de la dissolució
L'any 1991, el grup, amb una formació reduïda, es va reunir i va canviar el nom de la banda a D.B. Va aparèixer Bumerang, auto produït, que seria el darrer disc de la formació. El 2001 apareix un àlbum recopilatori anomenat Recull i el 2006 Revisitant que posa al dia els seus temes. Juntament amb aquest àlbum es fan un seguit de concerts que permet tornar a veure en directe el grup.
El grup s'ha reunit per actuar de forma esporàdica en diferents actuacions: En 2006, quan Enderrock va reunir la banda amb N'Gai N'Gai, B-30 i T.R., i en 2018, on van oferir un concert per celebrar els 30 anys de la formació amb col·laboracions d'Arnau Tordera i Joan Crosas.

## Components
- Mari Martínez (veu)
- Ramon Ferrer (guitarra)
- Jaume Coromina "Met" (veu)
- Lluïsa Latorre (teclats)
- Francesc Latorre (baix)
- Leonci Coromina "Fonso" (bateria)
- Pep Poblet (saxofon i clarinet)

## Discografia
- Urbi et orbi (Audiovisuals de Sarrià, 1985). Referència L-1253
- Clava't (Audiovisuals de Sarrià, 1986). Segon disc publicat sota la referència L-1302.
- Vides exemplars (Audiovisuals de Sarrià, 1988). Tercer àlbum del grup, publicat sota la referència 10.1354.
- Bumerang (Db Produccions, 1991). Quart i darrer àlbum del grup, referència A-1000.
- Recull (Audiovisuals de Sarrià, 2001). Recopilatori.[10]
- Revisitant (L'Indi Music, 2006). Recopilatori publicat sota la referència CDA00506.